# Diadelioides bipunctatus
Diadelioides bipunctatus là một loài bọ cánh cứng trong họ Cerambycidae.